# Hartrandt
Hartrandt è un census-designated place degli Stati Uniti d'America, situato nella Contea di Natrona nello stato del Wyoming. Nel censimento del 2000 la popolazione era di 682 abitanti. Appartiene all'area metropolitana di Casper.

## Geografia fisica
Secondo i rilevamenti dell'United States Census Bureau, la località di Hartrandt si estende su una superficie di 4,0 km², tutti occupati da terre.

## Popolazione
Secondo il censimento del 2000, a Hartrandt vivevano 682 persone, ed erano presenti 183 gruppi familiari. La densità di popolazione era di 172,3 ab./km². Nel territorio comunale si trovavano 269 unità edificate. Per quanto riguarda la composizione etnica degli abitanti, il 93,40% era bianco, lo 0,15% era afroamericano, l'1,03% era nativo, lo 0,44% proveniva dall'Asia, lo 0,15% proveniva dall'Oceano Pacifico, lo 0,73% apparteneva ad altre razze e il 4,11% a due o più. La popolazione di ogni razza ispanica corrispondeva al 2,20% degli abitanti.
Per quanto riguarda la suddivisione della popolazione in fasce d'età, il 26,8% era al di sotto dei 18, l'8,7% fra i 18 e i 24, il 31,1% fra i 25 e i 44, il 24,8% fra i 45 e i 64, mentre infine l'8,7% era al di sopra dei 65 anni di età. L'età media della popolazione era di 34 anni. Per ogni 100 donne residenti vivevano 110,5 uomini.